# Rémoulade
La rémoulade est une sauce émulsionnée de la cuisine française qui dans sa forme actuelle fixée par Escoffier (1903) est une sauce froide composée de mayonnaise additionnée de moutarde, « de cornichons, de câpres hachés et pressés, de persil, cerfeuil, et estragon hachés, et d'essence d'anchois ». La formulation est conservée par ses successeurs,.
La mayonnaise est considérée par la cuisine classique comme une sauce mère qui ne se moutarde pas. Selon Yannick Alléno, « l'incorporation de moutarde qui caractérise la mayonnaise contemporaine la convertit en rémoulade, mais suppose dans son acception classique, qu'on y ajoute également câpres, cornichons, persil, cerfeuil, estragon et d'essence d'anchois ».
La rémoulade a une longue histoire, elle est associée à la salade céleri rave depuis Jacques Lacombe (1784) et son céleri à la rémoulade, devenu cèleri en rémoulade chez Achille Carrière (1840) puis céleri rémoulade depuis mi-XIXe siècle.
Les rémoulades prêtes à l'emploi contiennent des herbes, ou du raifort râpé.

## Origines du nom
Diverses explications sont données.
Selon George Guillet de Saint-George (1686), la rémolade ou charge « est un onguent qui a la consistance d'une bouillie épaisse et qu'on applique sur les enflures, mélange de lie de vin et de drogues ». Louis Liger donne une formule de rémolade (onguent) en 1712 faite de jus d'absinthe, jus de plantain, jus de roses, de bourrache et de guimauve, de vinaigre, d'huile d'olive et de farine. En 1721, il en donne une autre composée de suie et de térébenthine qu'on applique sur le sabot. C'est la définition que donne l'Encyclopédie (1715).
Selon le TLFi, le terme provient de l'ancien substantif « remolade » (1740) ou « rémoulade » (1746), dérivés du rouchi remola (« raifort gris », « radis noir ») et ramolos (« raifort »), amoracea, raifort sauvage en latin venu en français à travers l'italien.
Selon le Littré et Joseph Favre (1883), qui l’orthographient respectivement « rémolade », « rémoulade » et « remoulade », le terme viendrait du verbe « remoudre » par « remoulu » (moulu deux fois), parce que les ingrédients étaient pilés dans un mortier.

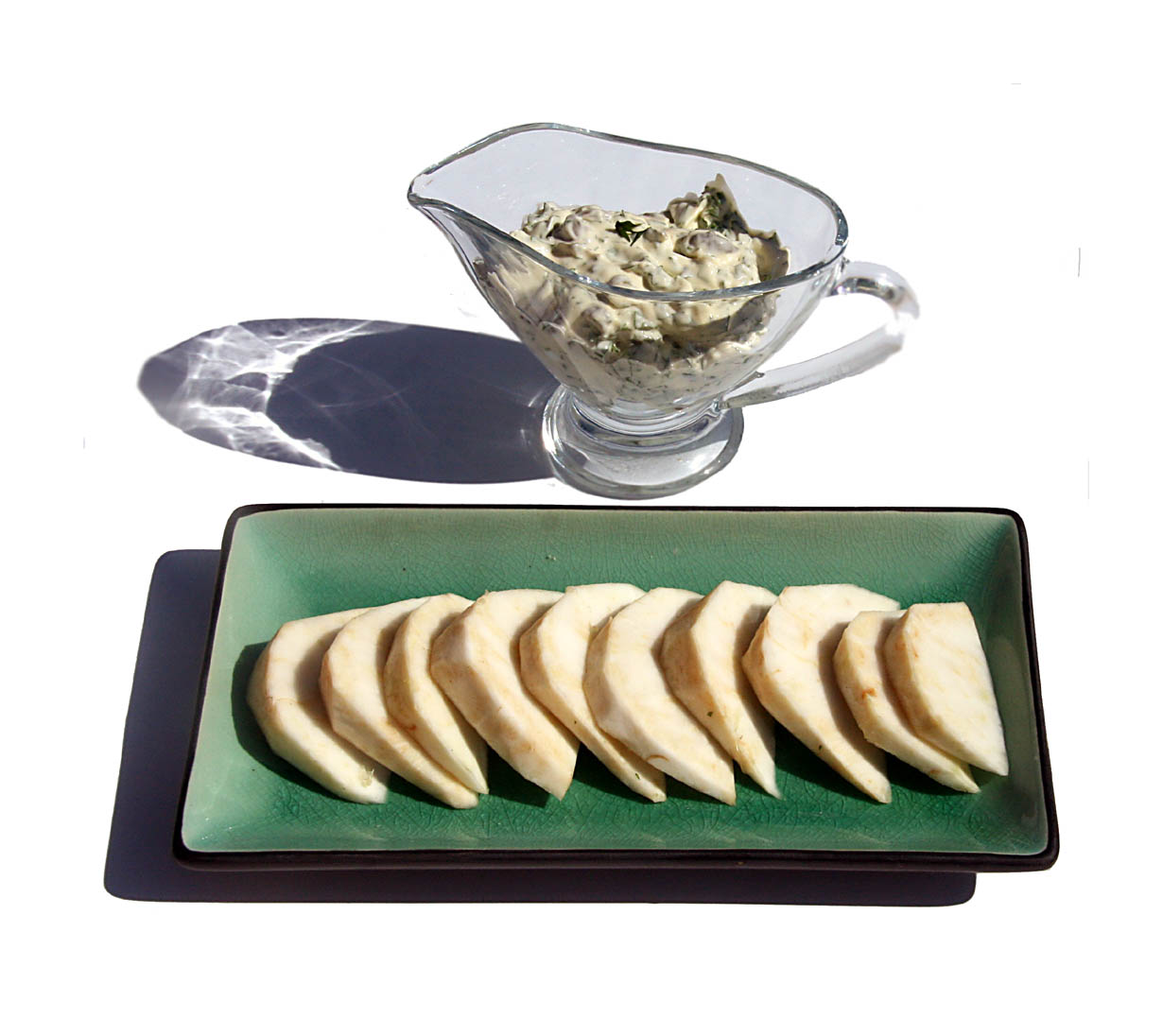
Dans les recettes anciennes le cèleri rave était servi en tranche et la rémoulade en saucière

## Histoire
La sauce apparaît au début du XVIIIe siècle. Chez Vincent La chapelle (1733 - The Modern Cook, Vol.1) on trouve deux Remoülades chaudes avec des anchois. Menon (1739) sert une rémoulade en saucière avec le poulet à la Sainte-Menehould  puis (1748) une « sauce à la rémoulade » sur sa lamproie. En 1740, le cuisinier Gascon accompagne sa poularde à la broche d'une remolade chaude faite de « toutes sortes de fines herbes et beurre, finie de bon goût au jus de citron ». C'est chez Louis Lémery (1755) qu'on lit, au chapitre des salades : « La moutarde, qu'on emploie dans la sauce nommée rémoulade, avec laquelle bien de gens mangent le céleri. » Pour autant, la recette n'est pas fixée. Et la même année chez Menon (1755) l'anchois apparait, il décrit une rémoulade chaude (oignons, vin blanc, bouillon, ail, laurier, thym, basilic, anchois et câpres hachés, moutarde) et la remoulade froide avec «persil, ciboule, échalote, ail, anchois, le tout haché très-fin, délayés avec une cuillerée de moutarde, huile, vinaigre, sel, poivre». Enfin François Marin (1758) donne sous le nom de sauce rémoulade cette intéressante recette: « Hachez dans une casserole du persil, de la ciboule échalotes, câpres & anchois deux pieds de cellery. Mettez y du sel, du poivre. Délayez avec de l'huile, du vinaigre & de la moutarde, le tout bien remué », cette recette avec du cèleri-rave est reprise par le Nouveau Cuisinier Impérial (1813).

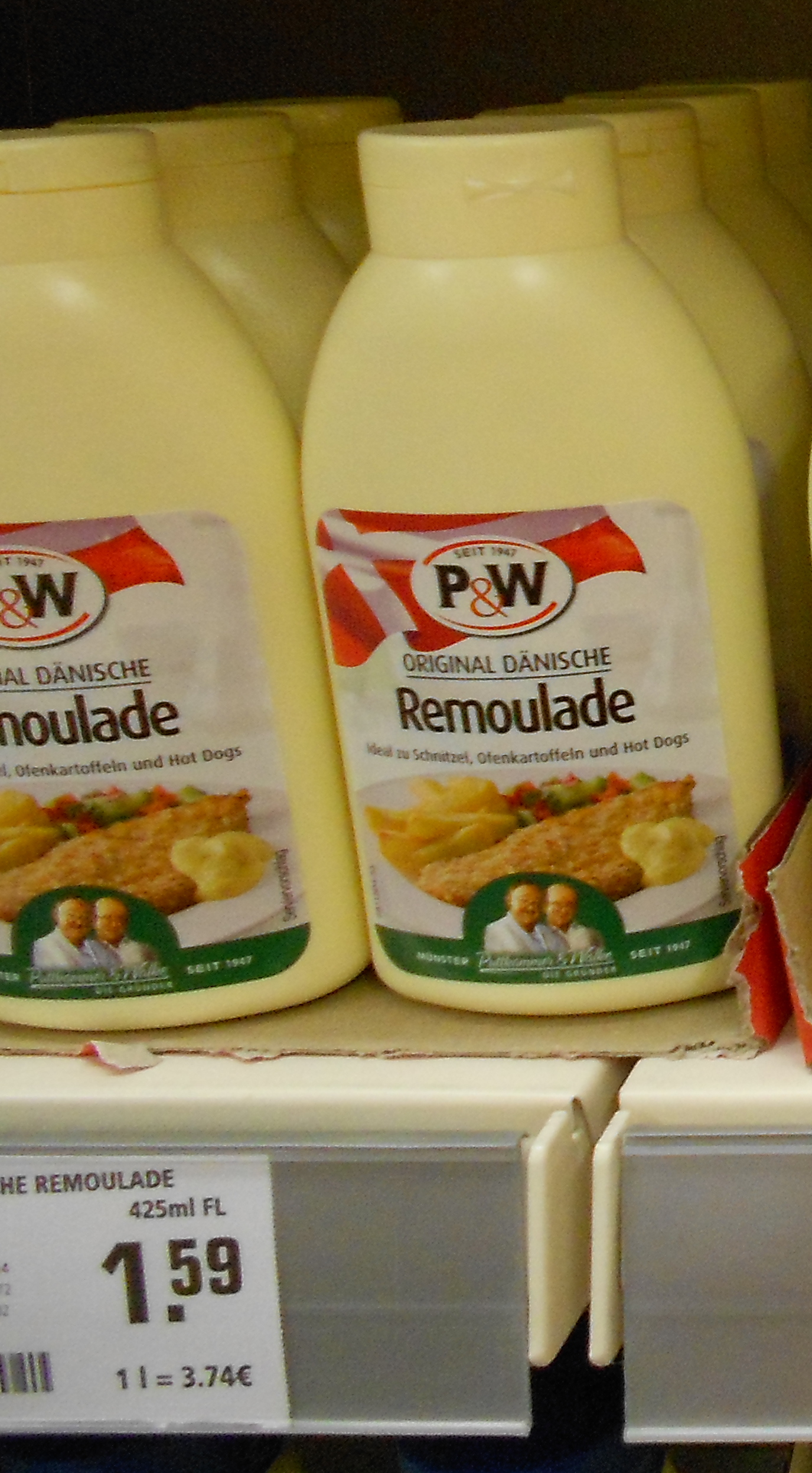
Rémoulade danoise prête à l'emploi, vendue dans un magasin en Allemagne

Les sauces rémoulade se rapprochent de la version actuelle chez Viard (1806) qui donne une rémoulade verte (cerfeuil, pimprenelle, estragon, civette pilés avec moutarde, d'huile, jaunes d'œufs crus et vinaigre, la rémoulade qui deviendra la classique mais avec un peu d'échalote, et enfin la rémoulade indienne qui est une sauce aux œufs durs avec du safran ou du curcuma. À la même époque le Manuel de la cuisine (1811) chez qui la «Remolade ou Remoulade est une sauce de haut gout faite avec de la moutarde» qu'on prépare chaude ou froide donne des recettes proches de Viard. La froide est la classique mais sans œuf et avec de l'ail.
C'est Marie-Antoine Carême qui le premier parle de sauce remoulade en magnonnaise (1815), il en donne plusieurs versions : aux fines herbes, à la ravigote (la classique, il utilise du vinaigre d'estragon), à l'anglaise (pimentée), à l'échalote, à la Russe, à la Mogol (piment et safran). Puis à la fin du siècle Antoine Gogué (1865) la décrit comme une mayonnaise à la moutarde terminée d'échalote et de persil haché à laquelle on peut ajouter des câpres ou des cornichons, mélange d'herbes qui varie selon les auteurs : cerfeuil, pimprenelle, estragon... On trouve encore en 1910 (La Mode illustrée, 30 janvier) une recette de rémoulade chaude au bouillon avec des champignons.

### Mayonnaise à la moutarde
Le manuel Bac Pro cuisine (2018) écrit « Historiquement, il n'y pas de moutarde dans la sauce mayonnaise [ ] cette pratique est devenue une habitude des cuisiniers pour relever le gout et améliorer la fermeté de l'émulsion». Hervé This confirme: nommer mayonnaise une mayonnaise à la moutarde est fautif c’est une rémoulade, il ajoute que les deux sauces n'ont ni le même gout ni les mêmes usages. Ce faisant de nos jours le céleri rémoulade est devenu un céleri à la mayonnaise moutardée, éventuellement allongée de vin blanc. Aude de Galard, (2005) nomme rémoulade aux fines herbes une variante qui n'est autre que la rémoulade au sens propre.
Parallèlement à la rémoulade qui perd ses herbes pour devenir une simple mayonnaise à la moutarde, la sauce tartare (normalement à l'œuf dur) est devenue une mayonnaise aux herbes sans moutarde, confusion qui gagne aussi la sauce ravigote, traditionnellement une vinaigrette aux herbes .

### Variantes de la rémoulade

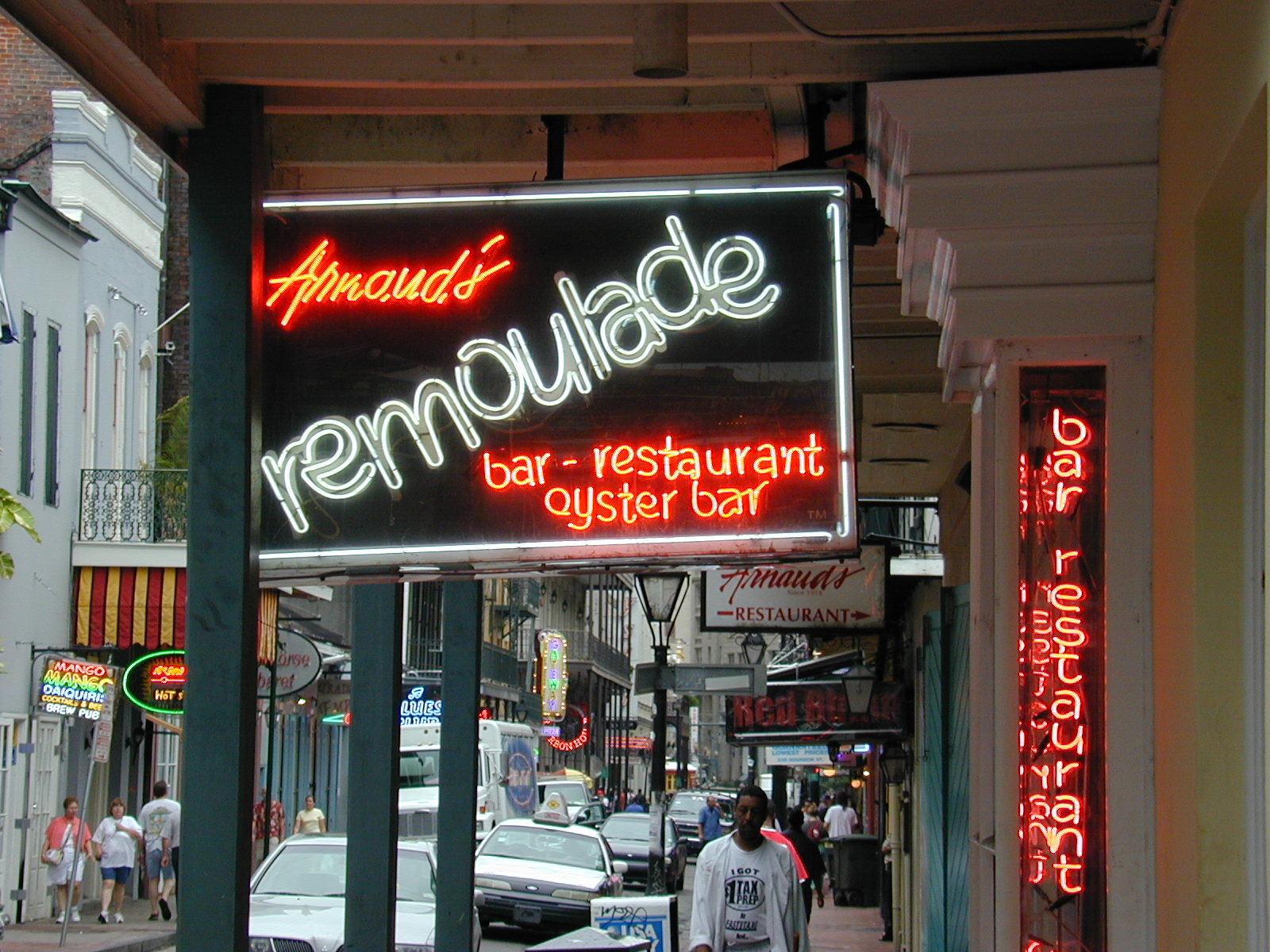
Enseigne du restaurant Arnaud's Remoulade à La Nouvelle-Orléans.

La sauce rémoulade à la provençale est une mayonnaise aux herbes qui contient de l'ail. Joseph Favre écrit que la sauce gribiche est une sorte de rémoulade à base de jaune d'œufs cuits durs et garniture d'herbes. La rémoulade à l'indienne est une rémoulade au curry. On trouve dans la mouvance actuelle (par exemple chez Jean-François Piège) de pimenter systématiquement mets et sauces des rémoulades au piment de Cayenne, comme dans la cuisine de La Nouvelle-Orléans où la rémoulade est épicée au chili et à la Worcestershire sauce. La rémoulade Jalapeño se fait elle de piment mexicain.
La rémoulade se rencontre à la crème fraiche, aux crevettes, Gaston Lenôtre faisait une rémoulade d'écrevisses avec son cèleri aux pommes. Enfin on note la présence de citron épisodiquement.

## Usages

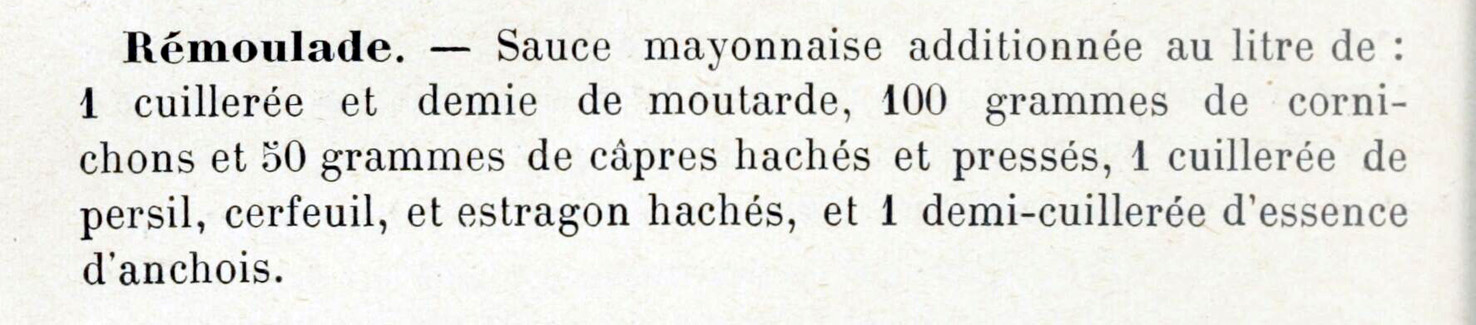
Recette de la sauce rémoulade dans le Guide Culinaire d'Auguste Escoffier (1903) source Gallica BNF

Les usages sont multiples, elle accompagne les beignets salés de toute nature, les fritures (les tripes frites chez Pellaprat ) jusqu'aux pommes de terre frites et la rémoulade cajun.

### Crustacés et poissons
Elle est utilisée pour les entrées servies froides, le homard, la langouste, le crabe, les crevettes, le saumon, le cabillaud et tous autres poissons froids, mais aussi les anguilles (dont une présentation anguilles chaudes à la broche rémoulade froide), et au Danemark les croquettes de poisson. On trouve des harengs à la rémoulade en conserve (Rollmops rémoulade). Dans la cuisine provençale elle accompagne les poissons grillés chauds.

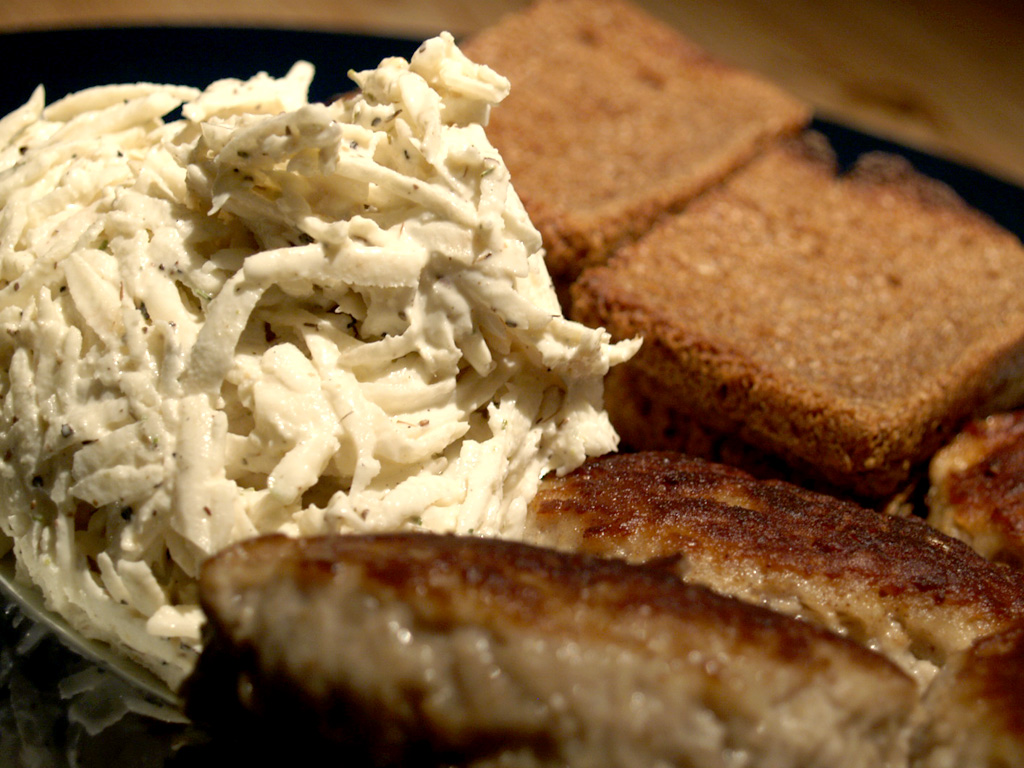
Céleri rémoulade actuel, la rémoulade est une mayonnaise moutardée

### Viandes
La rémoulade accompagne les viandes froides, queue de bœuf ou de veau en rémoulade ou tête de veau, salade de pied de mouton, les terrines.

### Salades et crudités
Le fameux céleri rémoulade des entrées de cantines et buffets-restaurants (même si dans ces contextes ce n'est, généralement, que du céleri mayonnaise moutardée) est un classique au même titre que l'œuf mayonnaise ou les sardines au beurre. Il cache d'autres racines à la rémoulades : radis, rémoulade de navets, de betteraves, les carottes râpées, et toutes sortes de salades dans lesquelles elle remplace la mayonnaise.

## Anthologie
- Georges Simenon, Maigret et la vieille dame, Paris, Omnibus[66]

« ils mangèrent des sardines à l'huile et du céleri rémoulade comme hors-d'œuvre. »

- Pierre Colau, La Lyre française, choix de chansons. Paris, Delavigne, 1823. p. 143[67]

« Souper mieux que de bons bourgeois,
Vlà c' que c'est qu' la fèt' des Rois.
Manger poulets, dindons, anchois,
La fine salade
A la rémoulade;
De la gaite' suivre les lois ,
Vlà c' que c'est qu' la fèt' des Rois. [ ]
Boire neuf coups au lieu de trois,
Chanter les merveilles,
Du bon jus des treilles,
Sabler surtout le Champenois,
Vlà c' que c'est qu' la fèt' des Rois. »